# Pseudopoda kasariana
Pseudopoda kasariana là một loài nhện trong họ Sparassidae.
Loài này thuộc chi Pseudopoda. Pseudopoda kasariana được miêu tả năm 2002 bởi Peter Jäger & Ono.